# 야마타노오로치의 역습
『야마타노오로치의 역습』(일본어: 八岐之大蛇の逆襲 야마타노오로치노갸쿠슈우[*])은 다이콘 필름에서 1984년에 제작한 16 mm 자주제작 특촬영화다. 상영시간 126분.
1983년 『돌아온 울트라맨: 매트애로우 1호 발진명령』에 이어 다이콘 필름이 제작한 코미디풍 특촬영화로, 정밀한 미니어처로 재현된 돗토리현 요나고시를 무대로 2000년의 잠에서 깨어난 야마타노오로치와 방위대가 공방전을 벌이는 영화다.
총감독・각본은 아카이 타카미가 담당했고, 특촬감독은 훗날 헤이세이 가메라 시리즈를 감독하게 되는 히구치 신지가 맡았다. 또한 안노 히데아키는 기자 역으로 출연. 기자재 협력으로서 이시구로 노보루・오시이 마모루・미야타케 카즈타카가 크레딧되었다.
이 작품을 제작한 이후 다이콘 필름이 발전적 해산을 하고 가이낙스가 되었기 때문에, 이 작품이 다이콘 필름의 마지막 작품이 되었다.
1985년에 반다이에서 비디오가, 2001년에는 가이낙스에서 DVD가 발매되었다.